# Artificio
Artificio is een plaats in de Chileense provincie Quillota.